# Ambuga, Hassan
Ambuga là một làng thuộc tehsil Hassan, huyện Hassan, bang Karnataka, Ấn Độ.